# Hounds of Love (Album)
Hounds of Love (englisch für „Jagdhunde der Liebe“) ist das fünfte Studioalbum von Kate Bush, das im September 1985 veröffentlicht wurde.
Der erste Teil des Albums, die A-Seite der LP-Version, besteht aus poetischen, aufwändig arrangierten Songs um das Thema Selbstfindung; die vier ausgekoppelten Singles stammen alle aus dem ersten Teil.
Die B-Seite ist The Ninth Wave betitelt und erzählt als konzeptuale Suite von einer Frau, die unruhig "Schäfchen zählend" in den Schlaf gleitet und träumt, wie sie beim Eislaufen einbricht. Im Traum am Rande des Todes erlebt sie einschneidende Erlebnisse ihrer Entwicklung zur Frau wieder. Am Ende stehen Erlösung und Wiedergeburt. Das Album wurde (mit Ausnahme von The Big Sky und Mother Stands For Comfort) im Jahr 2014 während ihrer zweiten Konzertreihe Before The Dawn komplett gespielt (incl. The Ninth Wave in der ersten Halbzeit) und auf dem gleichnamigen Livealbum dokumentiert.

## Covergestaltung
Das Cover des Albums Hounds of Love von Kate Bush zeigt ein Bild der Sängerin, die auf einem lilafarbenen Hintergrund liegt. Ihr dunkles, welliges Haar breitet sich fächerförmig um ihren Kopf aus. Sie trägt ein fliederfarbenes Tuch, das eine Schulter und die Brust bedeckt. An ihrer linken Seite liegt ein großer Hund, dessen Kopf auf ihrer Schulter ruht. Auf ihrer rechten Seite liegt ein weiterer großer Hund, der sich an ihren Oberkörper schmiegt. Ein breiter weißer Rahmen umgibt das Coverfoto. Oben rechts über dem Foto steht Kate Bush und unten links unter dem Foto Hounds of Love, beides jeweils in pinker Schrift.
Die Coverfotografie wurde von ihrem Bruder John Carder Bush fotografiert. Dieses ikonische Bild zeigt Kate Bush zusammen mit zwei Hunden, Bonnie und Clyde, und verkörpert eine intime und familiäre Atmosphäre. John Carder Bush hatte eine langjährige fotografische Beziehung zu seiner Schwester, was ihm ermöglichte, ihr Wesen und ihre Ausstrahlung authentisch einzufangen. Die Farbwahl von Lila und Gold auf dem Cover unterstreicht die eleganten und warmen Töne des Albums. Trotz der Herausforderungen, die mit dem Fotografieren von zwei großen, lebhaften Hunden verbunden waren, gelang es ihm, ein Bild zu schaffen, das sowohl humorvoll als auch klassisch wirkt. Diese Aufnahme reflektiert nicht nur die kreative und persönliche Zufriedenheit, die Kate Bush während der Entstehung des Albums erlebte, sondern auch die tiefe Verbundenheit und das Verständnis zwischen den Geschwistern. Das Cover des Albums ist nicht nur eines der bekanntesten in ihrer Karriere, sondern symbolisiert auch eine Phase des Aufschwungs und der Erneuerung in Bushs künstlerischem Schaffen. Weitere Fotografien für das Album stammen vom Fotografen Guido Harari.

## Titelliste

### Hounds of Love (A-Seite)
1. Running Up That Hill (A Deal with God) (5:03)
2. Hounds of Love (3:03)
3. The Big Sky (4:41)
4. Mother Stands for Comfort (3:08)
5. Cloudbusting (5:10)

### The Ninth Wave (B-Seite)
1. And Dream of Sheep (2:45)
2. Under Ice (2:21)
3. Waking the Witch (4:18)
4. Watching You Without Me (4:07)
5. Jig of Life (4:04)
6. Hello Earth (6:13)
7. The Morning Fog (2:34)

Alle Songs wurden von Kate Bush geschrieben und produziert. Die im Jahr 1997 zum hundertsten Geburtstag von EMI veröffentlichte Version des Albums enthält folgende sechs Bonustracks:
1. The Big Sky (Meteorological Mix)
2. Running Up That Hill (12” Mix)
3. Be Kind to My Mistakes
4. Under the Ivy
5. Burning Bridge
6. My Lagan Love

### Singleauskopplungen
- 1985: Running Up That Hill/Under the Ivy
- 1985: Cloudbusting/Burning Bridge
- 1986: Hounds of Love/The Handsome Cabin Boy
- 1986: The Big Sky/Not This Time

## Wissenswertes
- Im Stück Waking the Witch wird ein Hubschrauber-Sample aus The Wall von Pink Floyd benutzt.
- Im Musikvideo zur Single Cloudbusting[5] tritt Donald Sutherland[6] als „Regenmacher“ Wilhelm Reich auf, Kate spielt seinen kleinen Sohn Peter, der die Arbeit seines Vaters zu Ende bringt. Das Video wurde von Kate gemeinsam mit Terry Gilliam[7] als Kurzfilm konzipiert, Regie führte Julian Doyle.[8]
- Die Videoclips zu den vier ausgekoppelten Singles wurden 1986 als VHS-Kassette unter dem Titel The Hair of the Hound veröffentlicht (Gesamtlaufzeit: 20 Minuten).
- Der Titel Running Up That Hill hieß ursprünglich A Deal with God, da dieser aber als erste Single ausgekoppelt werden sollte, wurde er auf Wunsch der Plattenfirma umbenannt, da Radiosender in verschiedenen Ländern keine Titel spielen, in deren Namen das Wort „Gott“ vorkommt.
- In den Danksagungen des Albums werden unter anderem Werner Herzog, Robbie Coltrane und Terry Gilliam erwähnt.
- Der Chor in dem Lied Hello Earth singt das georgische Volkslied Zinskaro. Kate Bush lernte die Melodie durch die Adaption von Florian Fricke für Werner Herzogs Film Nosferatu – Phantom der Nacht kennen.
- Die Zeile It’s in the trees! It’s coming! zu Beginn des Titelsongs stammt aus dem Film Der Fluch des Dämonen von Jacques Tourneur aus dem Jahre 1957.
- Im Jahr 2022 wurde Running Up That Hill für die vierte Staffel von Stranger Things verwendet, was 37 Jahre nach dessen Erstveröffentlichung zu einem weltweiten Charterfolg führte.

## Rezensionen
In Band 1 seiner Buchreihe Rock vergibt das Magazin eclipsed für das Werk die höchste Kategorie Kaufrausch. Das Album landet in der Gesamtschau aller Kate-Bush-Alben in dieser Publikation auf Platz eins.

## Kommerzieller Erfolg

### Chartplatzierungen
| ChartsChartplatzierungen       | Höchstplatzierung | Wochen |
| ------------------------------ | ----------------- | ------ |
| Deutschland (GfK)              | 2 (32 Wo.)        | 32     |
| Österreich (Ö3)                | 14 (14 Wo.)       | 14     |
| Schweiz (IFPI)                 | 3 (12 Wo.)        | 12     |
| Vereinigte Staaten (Billboard) | 12 (43 Wo.)       | 43     |
| Vereinigtes Königreich (OCC)   | 1 (68 Wo.)        | 68     |

| ChartsJahrescharts (1985) | Platzierung |
| ------------------------- | ----------- |
| Deutschland (GfK)         | 49          |

| ChartsJahrescharts (1986) | Platzierung |
| ------------------------- | ----------- |
| Deutschland (GfK)         | 39          |

### Auszeichnungen für Musikverkäufe
| Land/Region                  | Auszeichnungen für Musikverkäufe (Land/Region, Auszeichnung, Verkäufe) | Verkäufe  |
| ---------------------------- | ---------------------------------------------------------------------- | --------- |
| Deutschland (BVMI)           | Platin                                                                 | 500.000   |
| Frankreich (SNEP)            | Gold                                                                   | 100.000   |
| Kanada (MC)                  | Platin                                                                 | 100.000   |
| Niederlande (NVPI)           | Gold                                                                   | 50.000    |
| Vereinigtes Königreich (BPI) | 2× Platin                                                              | 600.000   |
| Insgesamt                    | 2× Gold · 4× Platin ·                                                  | 1.350.000 |

## Coverversionen
- Running Up That Hill wurde unter anderem von Placebo und Within Temptation gecovert, die beide damit nochmals in verschiedenen Ländern in die Charts kamen.
- Das Titelstück Hounds of Love wurde im Jahr 2005 von der britischen Band The Futureheads gecovert; die Single erreichte Platz 8 in den UK-Charts.
- Die Utah Saints bauten aus Samples aus Cloudbusting ihren Song Something Good auf. Platz 4 UK-Charts 1992.